# Naj
Naj – czasopismo kobiece wydawane w latach 1994–2022.
Treść każdego wydania stanowiły życiowe problemy kobiet, porady z zakresu mody, urody i zdrowia, przepisy kulinarne itp. W latach 1994–2010 ukazywało się jako tygodnik, z kolei w latach 2010–2012 jako miesięcznik pod nazwą „Naj Magazyn”. Od 16 lipca 2012 do momentu zamknięcia czasopisma wydawane było jako dwutygodnik. W listopadzie 2022 wydawnictwo Bauer podjęło decyzję o zamknięciu tytułu w związku z kryzysem na rynku prasy.